# Sainte-Geneviève (Oise)
Sainte-Geneviève és un municipi francès, situat al departament de l'Oise i a la regió dels Alts de França. L'any 2007 tenia 2.639 habitants.

## Demografia

### Població
El 2007 la població de fet de Sainte-Geneviève era de 2.639 persones. Hi havia 998 famílies de les quals 228 eren unipersonals (96 homes vivint sols i 132 dones vivint soles), 307 parelles sense fills, 371 parelles amb fills i 92 famílies monoparentals amb fills.
La població ha evolucionat segons el següent gràfic:
Habitants censats

### Habitatges
El 2007 hi havia 1.120 habitatges, 1.018 eren l'habitatge principal de la família, 52 eren segones residències i 50 estaven desocupats. 921 eren cases i 190 eren apartaments. Dels 1.018 habitatges principals, 721 estaven ocupats pels seus propietaris, 282 estaven llogats i ocupats pels llogaters i 15 estaven cedits a títol gratuït; 24 tenien una cambra, 84 en tenien dues, 182 en tenien tres, 246 en tenien quatre i 482 en tenien cinc o més. 743 habitatges disposaven pel capbaix d'una plaça de pàrquing. A 450 habitatges hi havia un automòbil i a 463 n'hi havia dos o més.

### Piràmide de població
La piràmide de població per edats i sexe el 2009 era:
| Homes | Edats   | Dones |
| ----- | ------- | ----- |
| 0     | 95 o +  | 4     |
| 4     | 90 a 94 | 4     |
| 0     | 85 a 89 | 20    |
| 8     | 80 a 84 | 24    |
| 28    | 75 a 79 | 72    |
| 28    | 70 a 74 | 28    |
| 40    | 65 a 69 | 52    |
| 60    | 60 a 64 | 40    |
| 64    | 55 a 59 | 56    |
| 80    | 50 a 54 | 80    |
| 68    | 45 a 49 | 80    |
| 128   | 40 a 44 | 112   |
| 108   | 35 a 39 | 108   |
| 104   | 30 a 34 | 112   |
| 92    | 25 a 29 | 68    |
| 52    | 20 a 24 | 60    |
| 100   | 15 a 19 | 92    |
| 112   | 10 a 14 | 148   |
| 80    | 5 a 9   | 108   |
| 56    | 0 a 4   | 60    |

## Economia
El 2007 la població en edat de treballar era de 1.776 persones, 1.342 eren actives i 434 eren inactives. De les 1.342 persones actives 1.198 estaven ocupades (648 homes i 550 dones) i 144 estaven aturades (57 homes i 87 dones). De les 434 persones inactives 157 estaven jubilades, 142 estaven estudiant i 135 estaven classificades com a «altres inactius».

### Ingressos
El 2009 a Sainte-Geneviève hi havia 1.034 unitats fiscals que integraven 2.728 persones, la mediana anual d'ingressos fiscals per persona era de 19.394 €.

### Activitats econòmiques
Dels 152 establiments que hi havia el 2007, 2 eren d'empreses alimentàries, 4 d'empreses de fabricació de material elèctric, 1 d'una empresa de fabricació d'elements pel transport, 13 d'empreses de fabricació d'altres productes industrials, 23 d'empreses de construcció, 44 d'empreses de comerç i reparació d'automòbils, 4 d'empreses de transport, 7 d'empreses d'hostatgeria i restauració, 1 d'una empresa d'informació i comunicació, 4 d'empreses financeres, 9 d'empreses immobiliàries, 19 d'empreses de serveis, 14 d'entitats de l'administració pública i 7 d'empreses classificades com a «altres activitats de serveis».
Dels 43 establiments de servei als particulars que hi havia el 2009, 1 era una oficina de correu, 7 tallers de reparació d'automòbils i de material agrícola, 2 tallers d'inspecció tècnica de vehicles, 4 paletes, 1 guixaire pintor, 3 fusteries, 4 lampisteries, 6 electricistes, 2 empreses de construcció, 2 perruqueries, 2 restaurants, 7 agències immobiliàries, 1 tintoreria i 1 saló de bellesa.
Dels 10 establiments comercials que hi havia el 2009, 1 era un hipermercat, 1 un supermercat, 1 una botiga de més de 120 m², 2 fleques, 1 una fleca, 1 una peixateria, 1 una sabateria i 2 floristeries.
L'any 2000 a Sainte-Geneviève hi havia 5 explotacions agrícoles.

## Equipaments sanitaris i escolars
L'únic equipament sanitari que hi havia el 2009 era una farmàcia.
El 2009 hi havia 1 escola maternal i 2 escoles elementals. Sainte-Geneviève disposava d'un col·legi d'educació secundària amb 505 alumnes.

## Poblacions més properes
El següent diagrama mostra les poblacions més properes.